# Џон Касаветес
Џон Николас Касаветес (енгл. John Cassavetes; Њујорк, 9. децембар 1929 — Лос Анђелес, 3. фебруар 1989) био је амерички глумац, филмски режисер и сценариста. Глумио је у многобројним холивудским филмовима, међу којима су најпознатији Розмарина беба (1968) и Дванаест жигосаних (1967). Касаветес је такође био пионир америчког независног филма, пишући и режирајући прегршт филмова, које је у великом броју делимично и сам финансирао, а у којима је патентирана употреба импровизације и реалистичног cinéma vérité стила. Први је амерички редитељ, који је прихватио принцип Орсона Велса да снима своје филмове као независну продукцију. Студирао је глуму код Дона Ричардсона, користећи глумачку технику која се заснива на тзв. мишићној меморији.
Био је ожењен глумицом Џином Роулендс са којом има сина, редитеља и глумца Ника Касаветеса.